# Hilarella aethiopica
Hilarella aethiopica är en tvåvingeart som beskrevs av Zumpt 1961. Hilarella aethiopica ingår i släktet Hilarella och familjen köttflugor. Inga underarter finns listade i Catalogue of Life.